# Сандре, Гюстав
Гюстав Сандре (фр. Gustave Sandré; 1843—1916) — французский композитор.
Автор фортепианной и иной камерной музыки. Миниатюра Сандре «Лодочки на воде» (фр. Petits bateaux sur l'eau) входит в стандартный педагогический репертуар. Сандре принадлежит также ряд переложений симфонической музыки — в том числе Богатырской симфонии Александра Бородина, Четвёртого фортепианного концерта Антона Рубинштейна, Детской симфонии Леопольда Моцарта — для фортепиано в четыре руки.
Перевёл на французский язык известные учебники гармонии и фуги Эрнста Фридриха Рихтера и учебник композиции Иоганна Христиана Лобе.
В 1886—1888 гг. директор Консерватории Нанси, где среди его учеников, в частности, был Флоран Шмитт. У Сандре также брал первые уроки композиции Вальтер Страрам.